# Mikrogeophagus
Mikrogeophagus là một chi cá nhỏ trong Họ Cá hoàng đế. Chúng là chi cá bản địa của vùng đồng bằng Amazon và Sông Orinoco ở Brazil trong bồn địa ở Nam Mỹ.

## Đặc điểm
Cả hai loài cá trong chi này đều là những loài cá cảnh đẹp và có giá trị vì ngoại hình của chúng, đặc biệt là loài M. ramirezi. Các loài này sống trong những lữa đá mà không sống trong những hang động giống như những họ hàng gần gũi của chúng trong họ cá hoàng đế như các loài thuộc chi Apistogramma.

## Các loài
Hiện hành ghi nhận trong chi này các loài sau đây
- Mikrogeophagus altispinosus (Haseman, 1911) (Bolivian Ram)
- Mikrogeophagus ramirezi (G. S. Myers & Harry, 1948) (ram cichlid): Cá phượng hoàng là loài cá cảnh rất đẹp.